# Жовтий хрест (хімічна зброя)
Жо́втий хрест (нім. Gelbkreuz, Gelbkreuzkampfstoffe) — маркування на хімічних снарядах, які містили суміші на основі отруйних речовин шкірно-наривної дії, що використовувалося Німеччиною у Першій світовій війні. Термін переважно застосовується для позначення головного представника цього класу речовин  — іприту.
Бойові суміші, позначені жовтим хрестом, мали декілька варіантів рецептури:
- іприт, хлоробензен, нітробензен, тетрахлорометан і біс(хлорометил)етер;
- біс(хлорометил)етер (95 %), етилдихлороарсин (5 %);
- етилдихлороарсин (40 %), етилдибромоарсин (40 %), біс(хлорометил)етер (20 %).

Надалі цей термін використовували для позначення й інших речовин зі схожою біологічною дією, зокрема для отриманого у США люїзиту, а також синтезованих у 1930-х роках азотних іпритів.